# 芳苑鄉

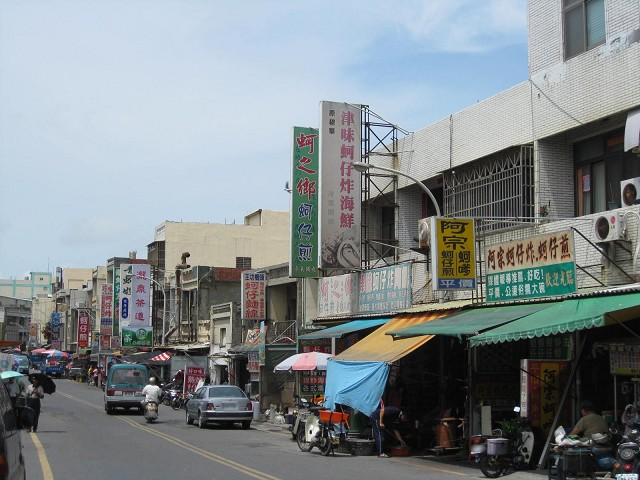
王功聚落街道

芳苑鄉，舊稱「番仔挖」、「沙山」，位於臺灣彰化縣西部沿海，為彰化縣的沿海六鄉鎮之一:1。轄區面積約為91.3827平方公里，是彰化縣僅次於二林鎮的面積第二大鄉鎮。鄉內西側海岸線變化較大，有數座人工圍墾的海埔新生地，以及數條因濁水溪屢次改道而留下的舊河道，為其地理特色。王功漁港、芳苑燈塔、漢寶濕地為主要的觀光景點。

## 歷史
芳苑鄉舊稱「番仔挖」，意指原住民部落居住的地方:7。「沙山」一詞由來，則是取自日治時期，當地擁有多座海岸沙丘之故:31－32。1946年2月，復因認為「沙山」一詞名稱較為粗俗不雅，並據早期當地舉人洪算亮私人庭院名為「芳苑」之傳說，故改名為「芳苑」:39－40。
芳苑位在彰化西邊靠海，有著西岸明珠的美譽，鄉內水產養殖發達，在清治時期叫作番挖或番仔挖，日治時期改名沙山庄，直到戰後改名芳苑，曾經有過一段非常興盛的歷史，是鹿港的第二外港，但隨著地理環境的變遷及人口的外移，盛況不再，昔日盛況藉由口耳相傳至今。
由於嘉慶年間鹿港港口積沙，船隻改由王功港進出，再由海溝進入鹿港，王功港在此興起。道光年間王功港也因積沙，船隻再改由番挖進出，番挖港在此時興起，在清末時期番挖是全臺第35大市街，在現今彰化縣內僅次於彰化、鹿港、北斗，更是比現今西南地區中心二林熱鬧，當時有「一府二鹿三艋舺四北斗五番挖」之稱。
清代，芳苑屬彰化縣。
1895年3月，清廷因甲午戰爭戰敗，與日本簽訂《馬關條約》，將臺灣及澎湖群島割讓給日本；5月，臺灣分三縣一廳，芳苑屬臺灣縣:27。1897年，改為六縣三廳，屬臺中縣二林辦務署。1898年5月，改為三縣三廳，屬臺中縣北斗辦務署:b。1901年，臺灣分二十廳，芳苑屬彰化廳番挖支廳。1909年，改為十二廳，屬臺中廳二林支廳番挖區:31。1920年，實施地方自治，臺灣分五州二廳，下分三市、四十七郡、一百五十五街庄，沙山屬臺中州北斗郡:d、31。沙山庄轄漢寶園、草湖、王功、溝子墘、埤腳、後寮、沙山、頂廍子、新街、路上厝等10個大字。
1945年，臺灣由中華民國接管。自1946年1月起，將日治時期的五州、三廳、九州轄市改為八縣、九省轄市，沙山鄉屬臺中縣北斗區，下分26村；2月，沙山鄉改名「芳苑鄉」:39。1950年10月，調整行政區並裁撤區署，芳苑鄉改隸彰化縣:j。

## 地理

### 位置
芳苑鄉位於彰化縣西部沿海，舊濁水溪、二林溪下游入海口一帶，為彰化縣的沿海六鄉鎮之一:1。北毗福興鄉，西濱台灣海峽，東鄰二林鎮，南接大城鄉:14。

### 氣候
芳苑鄉的氣候為夏熱冬暖，5月至9月，平均氣溫均高於攝氏25度。12月至次年3月，則均低於20度:106。年均溫大約介於22至23度之間，7月氣溫最高，1月最低:105。年平均降雨量約為1,101.3毫米，6月雨量最多，10月最少。芳苑鄉雨源以5月至6月的梅雨、7月至9月的颱風帶來的豪雨為主:89－90。

### 人口
根據彰化縣二林戶政事務所統計，2024年底芳苑鄉戶數約1萬戶，人口約3.1萬人，鄉內人口最多與最少的村分別是漢寶村與芳中村，2024年底兩村人口分別為3,497人與415人。

## 政治

### 歷任首長
| 任次 | 姓名   | 備註                         |
| ---- | ------ | ---------------------------- |
| 1    | 林清溪 |                              |
| 2    | 謝 融  |                              |
| 3    | 洪萬澤 |                              |
| 4    | 洪歡喜 |                              |
| 5    | 洪歡喜 |                              |
| 6    | 洪庚申 |                              |
| 7    | 林山波 |                              |
| 8    | 林山波 |                              |
| 9    | 洪慶賢 |                              |
| 10   | 洪慶賢 |                              |
| 11   | 陳諸讚 |                              |
| 12   | 陳諸讚 |                              |
| 13   | 陳聰明 | 中國國民黨                   |
| 14   | 陳聰明 | 中國國民黨                   |
| 15   | 林清彬 | 中國國民黨                   |
| 16   | 林清彬 | 中國國民黨，涉工程弊案停職。 |
| 代理 | 陳永誠 | 縣府參議代理。               |
| 17   | 洪和   | 無黨籍→ 民主進步黨           |
| 18   | 洪和   | 民主進步黨                   |
| 19   | 林保玲 | 中國國民黨，現任。           |

### 鄉政組織
芳苑鄉公所是芳苑鄉最高層級的地方行政機關，在中華民國政府架構中為鄉自治的行政機關，同時負責執行縣政府及中央機關委辦事項，芳苑鄉的自治監督機關為彰化縣政府。鄉長由全體鄉民直接選舉產生，任期為四年，可連選連任一次。芳苑鄉公所並置鄉政會議，為鄉政最高決策機構，在鄉長之下，設有6課3室等9個內部單位及2個附屬機關。
芳苑鄉民代表會是芳苑鄉的最高民意機關，代表芳苑鄉全體鄉民立法和監察鄉政。鄉民代表由公民直選選出，任期為四年，可連選連任。芳苑鄉民代表會共有11位鄉民代表，分別為第一選區3席鄉民代表、第二選區1席鄉民代表、第三選區代表3席鄉民代表、第四選區4席鄉民代表，主席、副主席由11位鄉民代表互選產生。

### 行政區

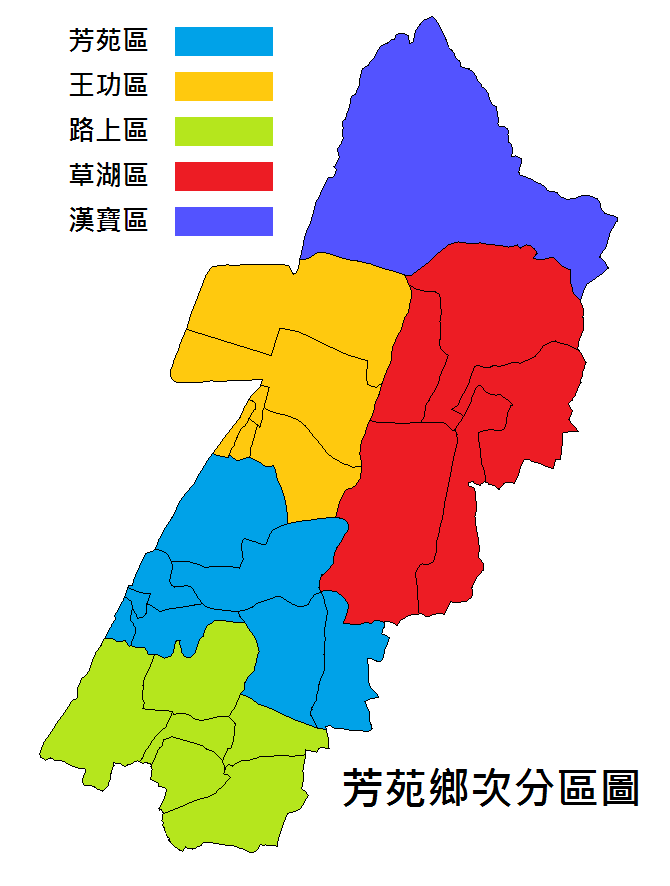
芳苑鄉次分區圖

現今芳苑鄉行政範圍的確立，來自於1920年，日本將臺灣十二廳改為五州二廳，設沙山庄屬臺中州北斗郡:23。沙山庄轄沙山、路上厝、後寮、溝子墘、埤腳、頂廍子、新街、草湖、王功、漢寶園等10個大字:23－24。1946年1月，改為「沙山鄉」，屬臺中縣北斗區；2月，沙山鄉改名「芳苑鄉」。1950年，調整行政區域，芳苑鄉改隸新成立的彰化縣:76。
芳苑鄉共轄26個村:14，其行政區域分布情形為:60－100：
| 次分區 | 村名   | 村名   | 村名   | 村名   | 村名   | 村名   | 村名   | 村名   |
| ------ | ------ | ------ | ------ | ------ | ------ | ------ | ------ | ------ |
| 芳苑區 | 芳苑村 | 芳中村 | 仁愛村 | 信義村 | 後寮村 | 五俊村 | 三合村 | 永興村 |
| 路上區 | 路上村 | 福榮村 | 路平村 | 三成村 | 新街村 | 頂廍村 |        |        |
| 王功區 | 王功村 | 博愛村 | 和平村 | 興仁村 | 民生村 | 新寶村 |        |        |
| 草湖區 | 草湖村 | 建平村 | 新生村 | 崙腳村 | 文津村 |        |        |        |
| 漢寶區 | 漢寶村 |        |        |        |        |        |        |        |

## 特產
芳苑鄉內特產以蚵為主，鄉外海盡是一片一片的蚵田，早期人家一提起芳苑之名，就知道是在養蚵，近年來，因為經營中心以王功村為主，芳苑蚵的美名漸由王功蚵取代，目前鄉內養蚵大村以芳苑村及周圍的漁村和王功村為主，比起嘉義布袋的蚵仔，雖然較小顆，但較其香甜。

### 文化資產

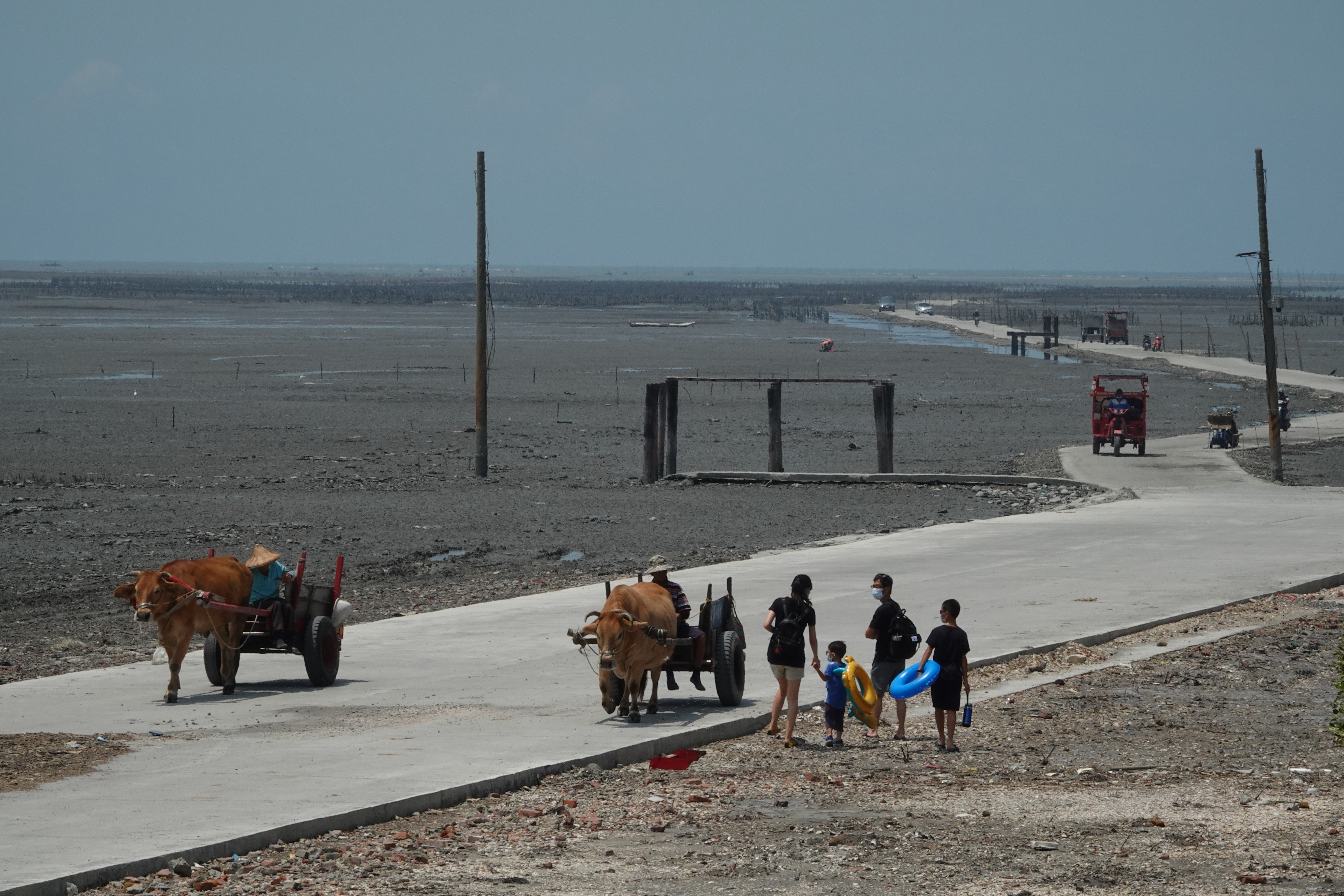
無形文化「芳苑海牛」

芳苑的蚵田是以牛耕的方式作業，被稱為「海牛文化」。全盛時期有高達300多頭海牛投入採蚵作業，如今僅存約10隻。潮間帶用牛車採蚵之海牛文化舉世罕見，2020年彰化縣無形文化資產審議委員會的認定，並登錄為無形文化資產。

## 教育

### 國民中學
- 彰化縣立芳苑國民中學
- 彰化縣立草湖國民中學
- 彰化縣立民權華德福實驗國民中小學

### 國民小學
- 彰化縣芳苑鄉漢寶國民小學
- 彰化縣芳苑鄉芳苑國民小學
- 彰化縣芳苑鄉王功國民小學
- 彰化縣芳苑鄉育華國民小學
- 彰化縣芳苑鄉建新國民小學
- 彰化縣芳苑鄉後寮國民小學
- 彰化縣芳苑鄉草湖國民小學
- 彰化縣芳苑鄉新寶國民小學
- 彰化縣芳苑鄉路上國民小學

## 交通

### 公路
- 台61線（西濱快速公路）
  - 漢寶交流道
  - 王功交流道
  - 芳苑交流道
- 台76線（芳苑草屯線，興建中，預計2026年完工）
  - 芳苑交流道
  - 芳苑平交路口
  - 文津平交路口
- 台17線：福興鄉－芳苑鄉－大城鄉
- 縣道143號：芳苑鄉－二林鎮
- 縣道148號：芳苑鄉－二林鎮
- 縣道150號：芳苑鄉－二林鎮

### 大眾運輸
市區公車及公路客運
經營業者為員林客運
| 路線編號 | 營運區間  | 備註                           |
| -------- | --------- | ------------------------------ |
| 6708     | 鹿港─王功 |                                |
| 6710     | 王功─二林 |                                |
| 6713     | 二林─彰化 |                                |
| 6714     | 西港─彰化 |                                |
| 6736     | 二林─台中 |                                |
| 6737     | 西港─台中 |                                |
| 6738     | 王功─台中 | 部分班次行經中山高不經彰化市區 |

國道客運
經營業者為統聯客運
| 路線編號 | 營運區間        |
| -------- | --------------- |
| 1630     | 台北──二林─西港 |
| 1652     | 台北──鹿港─芳苑 |

## 旅遊

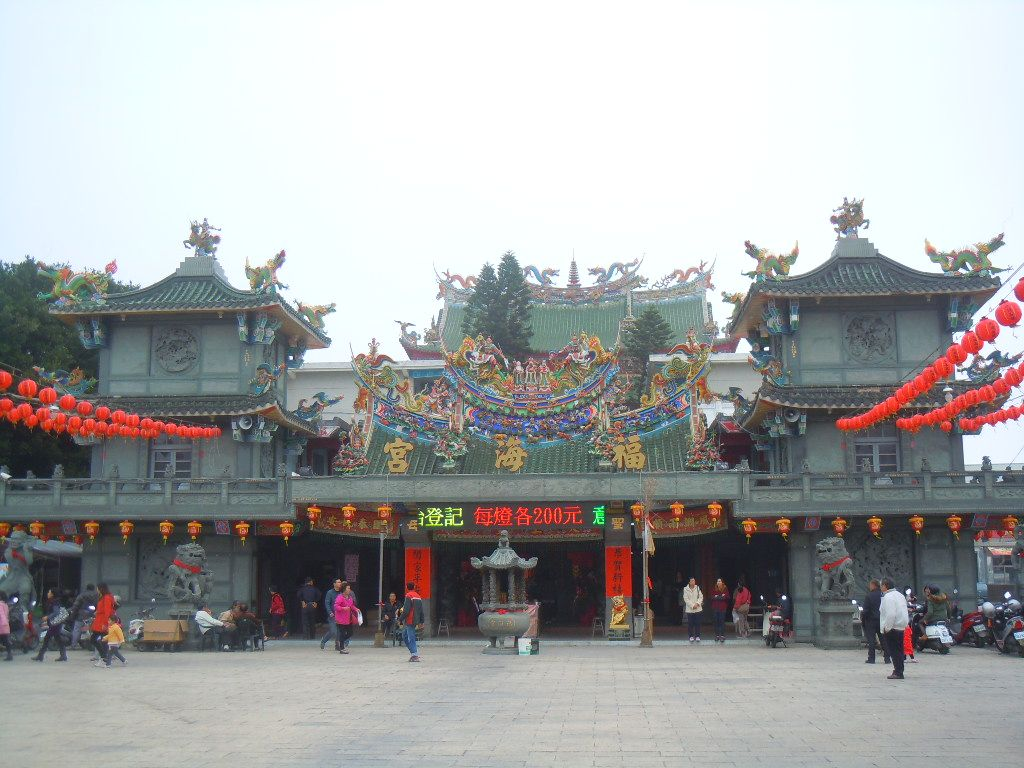
王功福海宮是民生村、王功村人重要宗教信仰中心。

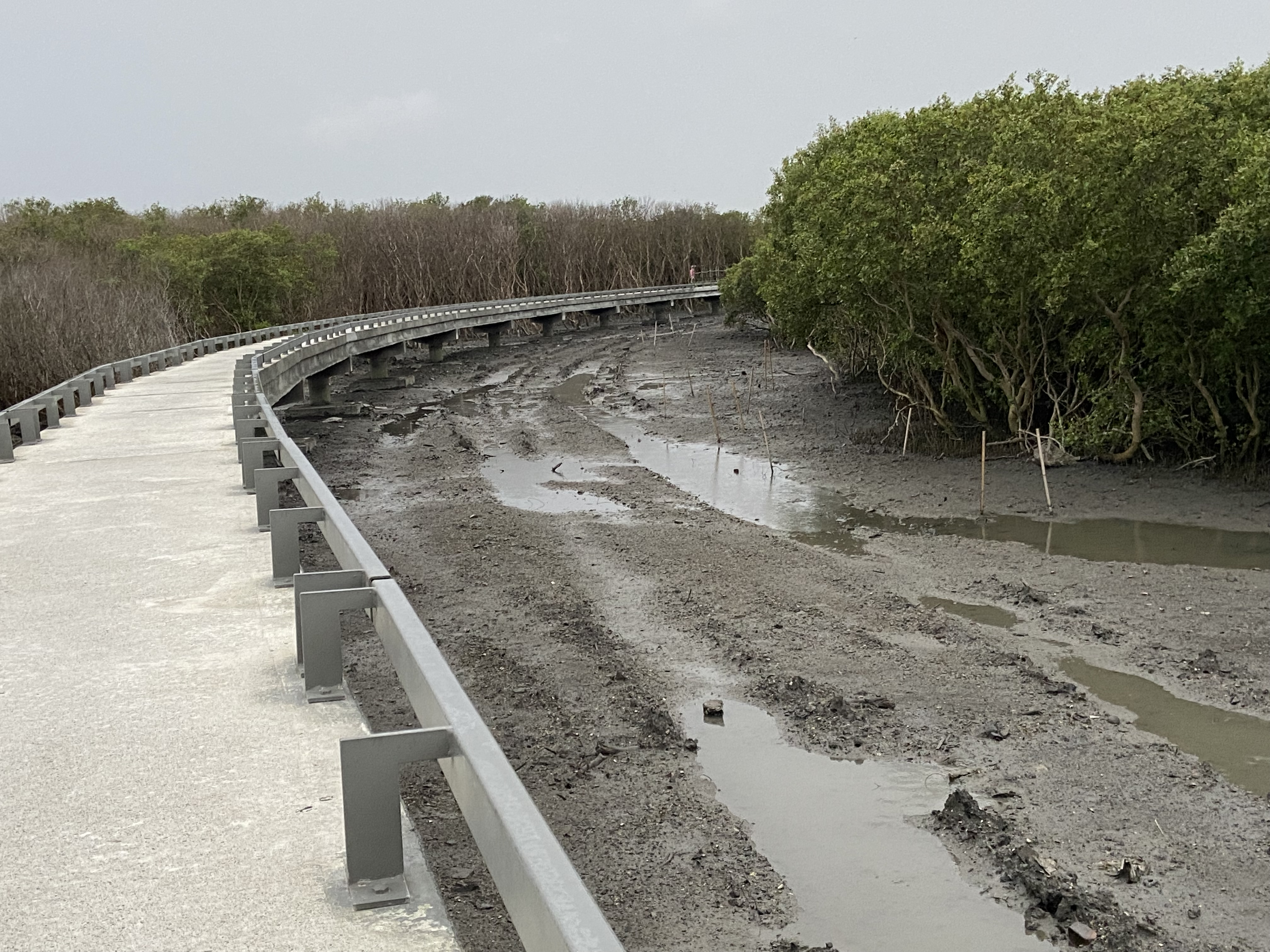
濕地步道。

- 白馬峰普天宮：創建於清康熙三十六年，至今已有三百多年的歷史。佔地廣闊，為全臺灣面積最大的媽祖廟。
- 王功福海宮：創立於1812年，是王功居民的宗教信仰中心。
- 漢寶天寶宮：主祀九天玄女，創立於清光緒時期。
- 王功漁港
- 臺灣漢寶園(原漢寶園休閒農場)
- 新生馬場
- 白鷺鷥洞
- 漢寶溼地保護區
- 漢寶順安宮
- 西海峽灣
- 油籽學堂
- 濕地步道

## 外部連結
- 芳苑鄉公所 （页面存档备份，存于）